# Affinità chimica
L'affinità chimica è una proprietà degli elementi chimici che indica la tendenza di uno di loro a legarsi con un altro.

## Definizione
Dato che una reazione chimica generalmente avviene spontaneamente se vi è una effettiva diminuzione di energia libera del sistema, l'affinità chimica di un elemento verso un altro (almeno energeticamente) può essere definita come la variazione di energia libera, cambiata di segno, che si ha nella loro combinazione chimica.
Non bisogna però trascurare la cinetica delle reazioni: alcune reazioni chimiche sono favorite energeticamente ma lentissime dal punto di vista della velocità.
Osservando gli elementi chimici e la loro disposizione sulla tavola periodica vale la regola secondo la quale l'affinità elettronica cresce lungo i periodi (verso da sinistra a destra) e diminuisce lungo i gruppi (dall'alto verso il basso); questo perché essa dipende dalla distribuzione elettronica.

## Storia
Il concetto di affinità chimica fu introdotto da Herman Boerhaave e successivamente sviluppato da Geoffroy l'Aîné che pubblicò nel 1718 una tabella delle affinità intitolata Table des rapports observés entre les diverses substances.

## Definizione IUPAC
La definizione IUPAC di affinità chimica è:
- Derivata parziale negativa dell'energia libera di Gibbs rispetto al grado di avanzamento della reazione, cioè a pressione e temperatura costanti. È positiva per reazioni spontanee.[1]

{\displaystyle {\frac {\partial G}{\partial \xi }}=\nu {\frac {\partial G}{\partial n}}}

## Nota letteraria
Johann Wolfgang Goethe, nel suo capolavoro Le affinità elettive, utilizza gli argomenti dell'affinità chimica (da cui il titolo) come metafora delle relazioni interpersonali.